# Gliese 880
Gliese 880 (GJ 880 / HD 216899 / LHS 533 / Ross 671) es una estrella en la constelación de Pegaso situada a 22,4 años luz del sistema solar. De magnitud aparente +8,66, no es observable a simple vista. 
Gliese 880 es una enana roja de tipo espectral M1.5V. Mucho más tenue que el Sol, tiene una luminosidad equivalente al 1,4 % de la luminosidad solar, pero aun así es notablemente más luminosa que otras conocidas enanas rojas como Próxima Centauri o Wolf 359. Tiene una temperatura efectiva de 3600 K - 3326 C, una masa equivalente al 59 % de la masa solar y un radio aproximado que corresponde al 69 % del radio solar. Su velocidad de rotación es inferior a 2,8 km/s y su abundancia relativa de hierro es ligeramente inferior a la solar.
La estrella conocida más cercana a Gliese 880, a 3,96 años luz, es EQ Pegasi, también en la constelación de Pegaso. Le siguen BR Piscium y Gliese 829, respectivamente a 7,57 y 8,04 años luz. Todas ellas son enanas rojas.